# Hypo Real Estate
Hypo Real Estate este o bancă germană cu sediul în München, care se specializează în finanțarea operațiilor imobiliare.